# Француска на Светском првенству у атлетици на отвореном 2011.
Француска је учествовала на 13. Светском првенству у атлетици на отвореном 2011. одржаном у Тегу од 27. августа до 4. септембра тринаести пут, односно учествовала је на свим првенствима до данас. Репрезентацију Француске представљало 39 такмичара (24 мушкарца и 15 жена) који су се такмичили у 22 дисциплине (12 мушких и 10 женсих).,
На овом првенству Француска је по броју освојених медаља делила 21. место са четири освојене медаље (једна сребрна и три бронзане).
У табели успешности према броју и пласману такмичара који су учествовали у финалним такмичењима (првих 8 такмичара) Француска је са 10 учесника у финалу заузела 10. место са 47 бодова. 
| Плас. | Земља     | 1. место | 2. место | 3. место | 4. место | 5. место | 6. место | 7. место | 8. место | Бр. финал. | Бод. |
| ----- | --------- | -------- | -------- | -------- | -------- | -------- | -------- | -------- | -------- | ---------- | ---- |
| 10.   | Француска | 0        | 1        | 3        | 3        | 0        | 2        | 0        | 1        | 10         | 47   |

## Учесници
| Мушкарци: - Кристоф Леметр — 100 м, 200 м, 4х100 м - Жими Вико — 100 м, 4х100 м - Мехди Бала — 1.500 м - Јоан Ковал — 1.500 м - Флориан Карваљо — 1.500 м - Димитри Баско — 110 м препоне - Маједин Мехиси-Бенабад — 3.000 м препреке - Буабделах Тахри — 3.000 м препреке - Винсент Зоуи Дандриу — 3.000 м препреке - Теди Тинмар — 4х100 м - Јаник Лезур — 4х100 м - Николас Фијон — 4х400 м - Теди Венел — 4х400 м - Мамаду Ане — 4х400 м - Жоан Десимус — 4х400 м - Бертран Мулине — 50 км ходање - Јоан Диниз — 50 км ходање - Cedric Houssaye — 50 км ходање - Рено Лавилени — Скок мотком - Ромен Менил — Скок мотком - Жером Клавир — Скок мотком - Салим Сдири — Скок удаљ - Бенжамен Компаоре — Троскок - Ромен Барас — Десетобој | Жене: - Мирјам Сумаре — 100 м, 200 м, 4х100 м - Вероник Манж — 100 м, 4х100 м - Кристел Доне — 10.000 м - Сандра Гомис — 100 м препоне - Синди Било — 100 м препоне - Селин Дистел — 4х100 м - Лина Жак Себастјен — 4х100 м - Фара Анаршарси — 4х400 м - Мирјел Ертис-Уери — 4х400 м - Мари Гајо — 4х400 м - Флорија Геј — 4х400 м - Мелани Мелфорт — Скок увис - Елоаз Лезије — Скок удаљ - Стефани Фалзон — Бацање кладива - Антоанета Нана Ђиму Ида — Седмобој |  |

## Освајачи медаља (4)

### Сребро (1)
- Теди Тинмар, Кристоф Леметр, 
 Јаник Лезур, Жими Вико — штафета 4 х 100 м

### Бронза (3)
- Кристоф Леметр — 200 м
- Маједин Мехиси-Бенабад — 3.000 м препреке
- Рено Лавилени — Скок мотком

## Резултати

### Мушкарци
| Атлетичар                                        | Дисциплина    | Лични рекорд       | Квалификације              | Квалификације    | Полуфинале            | Полуфинале           | Финале               | Финале       | Детаљи |
| Атлетичар                                        | Дисциплина    | Лични рекорд       | Резултат                   | Место            | Резултат              | Место                | Резултат             | Место        | Детаљи |
| ------------------------------------------------ | ------------- | ------------------ | -------------------------- | ---------------- | --------------------- | -------------------- | -------------------- | ------------ | ------ |
| Кристоф Леметр                                   | 100 м         | 9,92 НР            | 10,14 КВ                   | 1. у гр. 3       | 10,11 кв              | 2. у гр. 2           | 10,19                | 4 / 71 (75)  |        |
| Жими Вико                                        | 100 м         | 10,07              | 10,25 КВ                   | 2. у гр. 4       | 10,10 кв              | 3. у гр. 1           | 10,27                | 6 / 71 (75)  |        |
| Кристоф Леметр                                   | 200 м         | 20,16 НР           | 20,51 КВ                   | 1. у гр. 4       | 20,17 КВ, ЛРС         | 4. у гр. 1           | 19,80 НР, ЛР         |              |        |
| Мехди Бала                                       | 1.500 м       | 3:33,47            | 4:13,10 кв, одлуком судија | 12. у гр. 2      | 3:46,87 КВ            | 4. у гр. 1           | 3:37,46              | 9 / 37 (38)  |        |
| Јоан Ковал                                       | 1.500 м       | 3:32,73            | 3:39,33 КВ                 | 3. у гр. 1       | 3:37,44               | 8. у гр. 2           | Није се квалификовао | 8 / 37 (38)  |        |
| Флоријан Карваљо                                 | 1.500 м       | 3:34,54            | 3:53,88                    | 13. у гр. 3      | Није се квалификовао  | Није се квалификовао | Није се квалификовао | 34 / 37 (38) |        |
| Димитри Баско                                    | 110 м препоне | 13,37              | 13,51 кв                   | 4. у гр. 3       | 13,62                 | 5. у гр. 1           | Није се квалификовао | 10 / 32      |        |
| Теди Тинмар Кристоф Леметр Јаник Лезур Жими Вико | 4 х 100 м     | 37,79 НР           | 38,38 КВ, НРС              | 2. у гр. 1       |                       |                      | 38,20 НРС            |              |        |
| Николас Фијон Теди Венел Мамаду Ане Жоан Десимус | 4 х 400 м     | 2:58,96 НР         | 3:03,68                    | 6. у гр. 2       | Нису се квалификовали | 13 / 15 (16)         |                      |              |        |
| Бертран Мулине                                   | 50 км ходање  | 3:50:49            |                            |                  |                       |                      | 4:07:58              | 22 / 24 (45) |        |
| Јоан Диниз                                       | 50 км ходање  | 3:38:45 НР         | Дисквалификовани           | Дисквалификовани |                       |                      |                      |              |        |
| Cedric Houssaye                                  | 50 км ходање  | 3:53:24            | Дисквалификовани           | Дисквалификовани |                       |                      |                      |              |        |
| Рено Лавилени                                    | Скок мотком   | 6,03               | 5,65 кв                    | 2. у гр. Б       |                       |                      | 5,85                 |              |        |
| Ромен Менил                                      | Скок мотком   | 5,95               | 5,65 кв                    | 1. у гр. А       | Без пласмана          | Без пласмана         |                      |              |        |
| Жером Клавир                                     | Скок мотком   | 5,81               | 5,50                       | 7. у гр. А       | Нису се квалификовали | 18 / 26 (28)         |                      |              |        |
| Салим Здири                                      | Скок удаљ     | 8,42 (+0,4 м/с) НР | 7,58                       | 16. у гр. А      | Нису се квалификовали | 28 / 32 (36)         |                      |              |        |
| Бенжамен Компаоре                                | Троскок       | 17,29              | 17,11 КВ                   | 4. у гр. А       | 17,17                 | 8 / 26 (31)          |                      |              |        |

#### Десетобој
| Дисциплина    | Ромен Барас | Ромен Барас | Ромен Барас | Ромен Барас | Ромен Барас | Ромен Барас  |
| Дисциплина    | Лич. рек.   | Резултат    | Бод.        | Плас.       | Укупно      | Плас.        |
| ------------- | ----------- | ----------- | ----------- | ----------- | ----------- | ------------ |
| 100 м         | 11,02       | 11,20       | 817         | 23.         | 817         | 23.          |
| Скок удаљ     | 7,35        | 7,06        | 828         | 21.         | 1.645       | 22.          |
| Бацање кугле  | 16,19       | 14,92       | 785         | 11.         | 2.430       | 20.          |
| Скок увис     | 2,04        | 1,99 ЛРС    | 794         | 16.         | 3.224       | 20.          |
| 400 м         | 48,21       | 49,50       | 838         | 14.         | 4.062       | 16.          |
| 110 м препоне | 14,11       | 14,37       | 927         | 11.         | 4.989       | 15.          |
| Бацање диска  | 47,21       | 41,65       | 698         | 22.         | 5.687       | 20.          |
| Скок мотком   | 5,05        | 5,00 ЛРС    | 910         | 5.          | 6.597       | 15.          |
| Бацање копља  | 65,84       | 63,25       | 787         | 9.          | 7.384       | 12.          |
| 1500 м        | 4:20,90     | 4:29,19     | 750         | 7.          | 8.134       | 11.          |
| Десетобој     | 8.453       |             |             |             | 8.134       | 11 / 22 (30) |

### Жене
| Атлетичарка                                                | Дисциплина     | Лични рекорд | Квалификације | Квалификације | Полуфинале            | Полуфинале            | Финале                | Финале       | Детаљи |
| Атлетичарка                                                | Дисциплина     | Лични рекорд | Резултат      | Место         | Резултат              | Место                 | Резултат              | Место        | Детаљи |
| ---------------------------------------------------------- | -------------- | ------------ | ------------- | ------------- | --------------------- | --------------------- | --------------------- | ------------ | ------ |
| Вероник Манж                                               | 100 м          | 11,26        | 11,20 КВ      | 2. у гр. 7    | 11,44                 | 4. у гр. 3            | Нису се квалификовале | 11 / 71 (73) |        |
| Мирјам Сумаре                                              | 100 м          | 11,17        | 11,12 КВ, ЛР  | 1. у гр. 6    | 11,47                 | 3. у гр. 1            | Нису се квалификовале | 12 / 71 (73) |        |
| Мирјам Сумаре                                              | 200 м          | 22,32        | 22,71 КВ, ЛРС | 1. у гр. 1    | 23,02                 | 4. у гр. 1            | Нису се квалификовале | 12 / 38 (40) |        |
| Кристел Доне                                               | 10.000 м       | 31:44,84     |               |               |                       |                       | 32:22,20              | 12 / 17 (19) |        |
| Сандра Гомис                                               | 100 м препоне  | 12,93        | 13,07 КВ      | 4. у гр. 5    | 13,55                 | 3. у гр. 2            | Није се квалификовала | 23 / 38 (39) |        |
| Синди Било                                                 | 100 м препоне  | 12,93        | 13,50         | 6. у гр. 3    | Није се квалификовала | Није се квалификовала | Није се квалификовала | 33 / 38 (39) |        |
| Мирјам Сумаре Селин Дистел Лина Жак Себастјен Вероник Манг | 4 х 100 м      | 41,78 НР     | 42,60 КВ НРС  | 2. у гр. 1    |                       |                       | 42,70                 | 4 / 17 (21)  |        |
| Фара Анаршарси Мирјел Ертис-Уери Мари Гајо Флорија Геј     | 4 х 400 м      | 3:22,34 НР   | 3:28,02 НРС   | 4. у гр. 1    | Нису се квалификовале | 13 / 18 (20)          |                       |              |        |
| Мелани Мелфорт                                             | Скок увис      | 1,97         | 1,92          | 7. у гр. А    | Нису се квалификовале | 12 / 19 (22)          |                       |              |        |
| Елоаз Лезије                                               | Скок удаљ      | 6,84         | 6,22          | 12. у гр. Б   | Нису се квалификовале | 25 / 33 (36)          |                       |              |        |
| Стефани Фалзон                                             | Бацање кладива | 73,40        | 68,92 кв      | 6. у гр. А    | 66,57                 | 12 / 30               |                       |              |        |

#### Седмобој
| Дисциплина    | Антоанета Нана Ђиму Ида | Антоанета Нана Ђиму Ида | Антоанета Нана Ђиму Ида | Антоанета Нана Ђиму Ида | Антоанета Нана Ђиму Ида | Антоанета Нана Ђиму Ида |
| Дисциплина    | Лич. рек.               | Резултат                | Бод.                    | Плас.                   | Укупно                  | Плас.                   |
| ------------- | ----------------------- | ----------------------- | ----------------------- | ----------------------- | ----------------------- | ----------------------- |
| 100 м препоне | 13,15                   | 13,48                   | 1.053                   | 14.                     | 1.053                   | 14.                     |
| Скок увис     | 1,84                    | 1,83 ЛРС                | 1.016                   | 6.                      | 2.069                   | 7.                      |
| Бацање кугле  | 14,81                   | 14,07                   | 799                     | 14.                     | 2.868                   | 7.                      |
| 200 м         | 24,36                   | 25,19                   | 869                     | 15.                     | 3.737                   | 10.                     |
| Скок удаљ     | 6,34                    | 6,13                    | 890                     | 14.                     | 4.627                   | 11.                     |
| Бацање копља  | 51,11                   | 55,79 ЛР                | 973                     | 1.                      | 5.600                   | 5.                      |
| 800 м         | 2:16,49                 | 2:28,74                 | 709                     | 24.                     | 6.309                   | 6.                      |
| Седмобој      | 6.409                   |                         |                         |                         | 6.309                   | 6 / 24 (28)             |